# Fujifilm X-S1
La Fujifilm FinePix X-S1 és una càmera bridge digital de la sèrie Fujifilm X, la qual té un objectiu superzoom (24-624mm, equivalent en 35mm) amb un sensor de 12 megapíxels, lliurat el novembre del 2011. Incorpora 26 focals diferents de zoom òptic. El seu sensor de 2/3" va obtenir a DxOMark una qualificació de 49.
Va guanyar la TIPA (Technical Image Press Association) Best Superzoom Camera Award el 2012.
Photographyblog.com va dir que el model X-S1 és una "càmera superzoom de la qual es pot presumir atès la similitud de resultats a la DSLR", mentre que DigitalCameraInfo.com afirmà, "la qualitat determinada junt amb l'experiència de l'usuari, és el millor tret per fer un bon ús d'un objectiu superzoom".

## Disseny
El disseny és semblant al d'una càmera reflex, encara que cal aclarir que no és una càmera d'objectius intercanviables. Consta d'un cos ergonòmic, amb un pes de 905 grams i les seves mesures són 135 x 107 x 149 mm d'ample, alt i gruix, respectivament.
El cos té un revestiment de goma que imita la textura del cuir, la qual cosa li dona una millor aparença; el para-sol i els botons estan fets de metall i responen al tacte amb bona precisió. Al capdavant, està el lent i enrere, els botons per a controlar el menú i la pantalla LCD.

## Pantalla
La pantalla, de tres polzades, és d'angle variable i permet disparar des de diferents angles, sigui molt prop del sòl o per sobre del cap i sempre es tindrà una bona visibilitat.

## Opcions
Una avantatge d'aquest model són els accessos directes, entre ells estan dos botons per a assignar les funcions més utilitzades (Fn1/Fn2), tres diferents modes personalitzats en el dial C (C1/C2/C3), i un botó de RAW, que serveix per a capturar la següent fotografia que es faci en tots dos formats (JPEG+RAW).
Físicament, compta amb un port miniUSB, un port miniHDMI, una entrada per a micròfon amb so estèreo i una sortida de vídeo. En la part davantera té una petita palanca, que és el selector del mode d'enfocament, el qual permet canviar fàcilment entre AF/S (Fotograma a fotograma), AF/C (AutoFoco continu) i MF (Manual). Per a emmagatzemar les fotografies i vídeos incorpora una memòria interna de 26 MB, i també compta amb una ranura per a targetes de memòria (SD / SDHC / SDXC).

## Bateria
La seva bateria d'ió-liti de codi NP-95 té un rendiment aproximat de 460 captures, revisant les fotografies en la seva pantalla LCD.

## Resolució
Entre les seves funcions, destaca que es pot disparar una ràfega de deu fotos per segon, a 12 megapíxels, i triar entre diferents maneres de simulació de pel·lícula, com blanc i negre, sèpia o colors vius, entre d'altres; també pots activar la funció de detecció facial i de rostre.
Grava vídeo en Full HD (1920x1080 píxels) amb so estèreo i es pot realitzar zoom durant l'enregistrament. Per iniciar un vídeo únicament s'ha de pressionar el botó vermell que està a dalt de la pantalla.

## Lent
Aquesta, té un objectiu superzoom, el qual inicia el seu recorregut en un gran angular de 24mm, ideal per a foto de paisatge, escenes molt obertes o grups grans de persones; a més, capta molts detalls gràcies al seu sensor EXRCMOS i objectiu Fujinon.
Compta amb un zoom òptic 26x que, juntament amb el zoom digital intel·ligent, aconsegueixen un zoom de 52x. També té un mode macro d'1cm de distància mínima d'enfocament.